# Corzano
Corzano é uma comuna italiana da região da Lombardia, província de Bréscia, com cerca de 980 habitantes. Estende-se por uma área de 12 km², tendo uma densidade populacional de 82 hab/km². Faz fronteira com Barbariga, Brandico, Comezzano-Cizzago, Dello, Longhena, Pompiano, Trenzano.

## Demografia
| Variação demográfica do município entre 1861 e 2011                               |
|                                                                                   |
| Fonte: Istituto Nazionale di Statistica (ISTAT) - Elaboração gráfica da Wikipedia |